# موزه سازهای موسیقی
موزه سازهای موسیقی (به انگلیسی: Musical Instrument Museum (MIM)) در فینیکس، آریزونا واقع شده و در آوریل ۲۰۱۰ گشایش یافته‌است.این موزه بزرگترین موزهٔ سازهای موسیقی جهان است.مجموعه‌ای با بیش از ۱۵٬۰۰۰ ساز و اشیاء مرتبط شامل نمونه‌هایی از ۲۰۰ کشور جهان.

در این موزه برای کشورهای بزرگی مانند مکزیک ، هند ، چین ، روسیه ، برزیل و ایلات متحده آمریکا صفحات نمایش چندگانه با زیر مجموعه‌هایی از موسیقی قومی ، قبیله‌ای و محلی وجود دارد.